# Arbúzivka (Crimea)
|  | Per a altres significats, vegeu «Arbúzovka». |

Arbúzivka (en (ucraïnès): Арбузівка) és un poble de la República Autònoma de Crimea a Ucraïna, que el 2014 tenia 95 habitants. Pertany al districte rural de Djankoi. Fins al 1948 la vila es deia Karankut Nemetski.